# Edufax
Edufax is een particuliere onderwijsinstelling die afstandsonderwijs aanbiedt aan kinderen van Nederlandse en Belgische expatriates, zodat zij in het buitenland hun moedertaal kunnen bijhouden.

## Naam
De naam Edufax is afgeleid uit de woorden educatie en fax. In 1992 ging Edufax van start in Valkenswaard (Noord-Brabant) en was het concept het opsturen van onderwijsleerpakketten aan leerlingen in het buitenland. Gedurende het schooljaar werden per fax taken en beoordelingen gewisseld tussen docenten in Nederland en de leerlingen in het buitenland.

## Digitale klassen
De onderwijsprogramma’s waren speciaal ontwikkeld voor het concept van afstandsonderwijs per fax. Later werd per e-mail en internet contact gezocht met leerlingen om het proces te versnellen. Dat gebeurde alleen nog vanuit de verouderde lesprogramma’s die nog niet digitaal waren. In 2009 verhuisde het onderwijs van Edufax naar een volledig digitale omgeving: NTC-online. Hierin is een volledig curriculum Nederlands verwerkt. Via zijn digitale omgeving geeft Edufax les aan peuters en leerlingen vanaf groep 1 basisonderwijs t/m de eindexamenklassen 4 mavo, 5 havo, 6 vwo. Leerlingen die extra zorg of hulp nodig hebben, worden in het reguliere programma voorzien van extra opdrachten of begeleiding, afhankelijk van hun behoefte. Daarnaast biedt Edufax begeleiding voor leerlingen die het IB Dutch A Literature, School Supported Self-Taught Programme willen volgen. Een en ander valt onder het International Baccalaureate-programma. Iedere klas binnen NTC-online heeft een eigen docent, net als in het reguliere onderwijs.

## Leerlingen
In 2013 had Edufax meer dan 1100 leerlingen verspreid over 33 landen verdeeld over 52 verschillende klassen.

## Korte feiten
- Edufax heeft 40 medewerkers.
- Als onderwijsinstelling staat het Edufax-afstandsonderwijs onder toezicht van de onderwijsinspectie.
- Edufax is gevestigd in Leende (Noord-Brabant)